# Lệ Thủy
Le Thuy es un distrito de la provincia de Quang Binh, Vietnam.
Se extiende en una superficie de 1420,52 km² y tiene una densidad de 80,9 hab/km², la población total asciende a 140.804 habitantes (censo de 1998). Su capital es la ciudad de Kiến Giang.

## Administración
Este distrito tiene 2 ciudades y 25 comunas. 
- Ciudades: Kien Giang y Nong Truong Le Ninh.
- Comunas:Hồng Thuỷ, Ngư Hoà, Ngư Thuỷ, Thanh Thuỷ, Lộc Thuỷ, Hoa Thuỷ, Cam Thuỷ, Liên Thuỷ, Phong Thuỷ, An Thuỷ, Sơn Thuỷ, Ngân Thuỷ, Hải Thuỷ, Hưng Thuỷ, Tân Thuỷ, Xuân Thuỷ, Dương Thuỷ, Mai Thuỷ, Phú Thuỷ, Mỹ Thuỷ, Sen Thuỷ, Trường Thuỷ, Văn Thuỷ, Kim Thuỷ, Thái Thuỷ.

- Datos: Q153692